# Plebeiogryllus plebejus
Plebeiogryllus plebejus är en insektsart som först beskrevs av Henri Saussure 1877.  Plebeiogryllus plebejus ingår i släktet Plebeiogryllus och familjen syrsor. Inga underarter finns listade i Catalogue of Life.